# Tutmosis II
Aajeperenra Thutmose, Thutmose II o Tutmosis II, es el cuarto faraón de la Dinastía XVIII de Egipto. Reinó de c. 1517 a 1513 a. C. También es conocido como Thutmosis II, Tutmose II, Tutmés II, nombres helenizados modernos. Sus títulos de coronación y nacimiento fueron Aa-Jeper-en-Ra Dyehut-Mose.

## Biografía
Era hijo del faraón Tutmosis I y de una de sus esposas secundarias, de nombre Mutnefert. Se encontraba en el tercer puesto en el orden de sucesión real, pero sus dos hermanos, Amenmose y Wadjmose, perecieron antes que su padre, posibilitando su coronación. Quizás para estabilizar su derecho al trono, en los primeros años de su reinado contrajo matrimonio con su media hermana, la princesa real Hatshepsut, hija de Tutmosis I y de la reina Ahmose.
Se estima el periodo de su reinado en tres años, aunque se desconoce la duración exacta del mismo. Apenas constan hechos dignos de mención de este monarca, lo que hace suponer que fue un reinado breve. Se ha hallado una inscripción mencionando una campaña del rey contra Nubia (Sethe 1906:137-141) y existen restos de posibles construcciones emprendidas en Elefantina y Coptos.
Se suponía que fue enterrado en el Valle de los Reyes, aunque está por corroborar la identificación de la momia que se encontró en el escondrijo DB320; había amplia especulación sobre qué tumba pudiera haber sido la de este faraón. En 2025 el Ministerio de Turismo y Antigüedades egipcio hizo público que la tumba C4, hallada en 2022 y situada en los uadis occidentales, cerca del Valle de las Reinas, es donde fue enterrado este faraón.

## Genética
De acuerdo al análisis paleogenético de la momia de su tataranieto Amenofis III, su linaje paterno (ADN-Y) debe ser el caucasoide-europeoide R1b-M343.

## Campañas
Tras la coronación de Tutmosis, Kush se rebeló al hacer la transición de la realeza egipcia. El estado nubio había sido completamente sometido por Tutmosis I, pero algunos rebeldes de Jenthennofer se levantaron, y las fuerzas egipcias debieron retirarse a una fortaleza construida por Tutmosis I. Debido a su relativa juventud en ese momento, Tutmosis II envió un ejército a Nubia en lugar de liderarlo él mismo, aunque parece que aplastó fácilmente esta revuelta con la ayuda de los generales militares de su padre. El historiador Josefo escribió una descripción de la campaña y se refiere a ella como la "Guerra Etíope".
Tutmosis también parece haber luchado contra los beduinos shasu en el Sinaí, en una campaña mencionada por Ahmose Pen-Nejbet. Aunque esta campaña fue una incursión menor, existe un fragmento registrado por Kurt Sethe sobre una campaña en Retenu superior, o Siria, donde parece haber llegado hasta un lugar llamado Niy donde Tutmosis cazó elefantes después de regresar de cruzar el Éufrates. Esto posiblemente indica que la incursión contra los shasu solo se libraría en el camino a Siria.

## Testimonios de su época

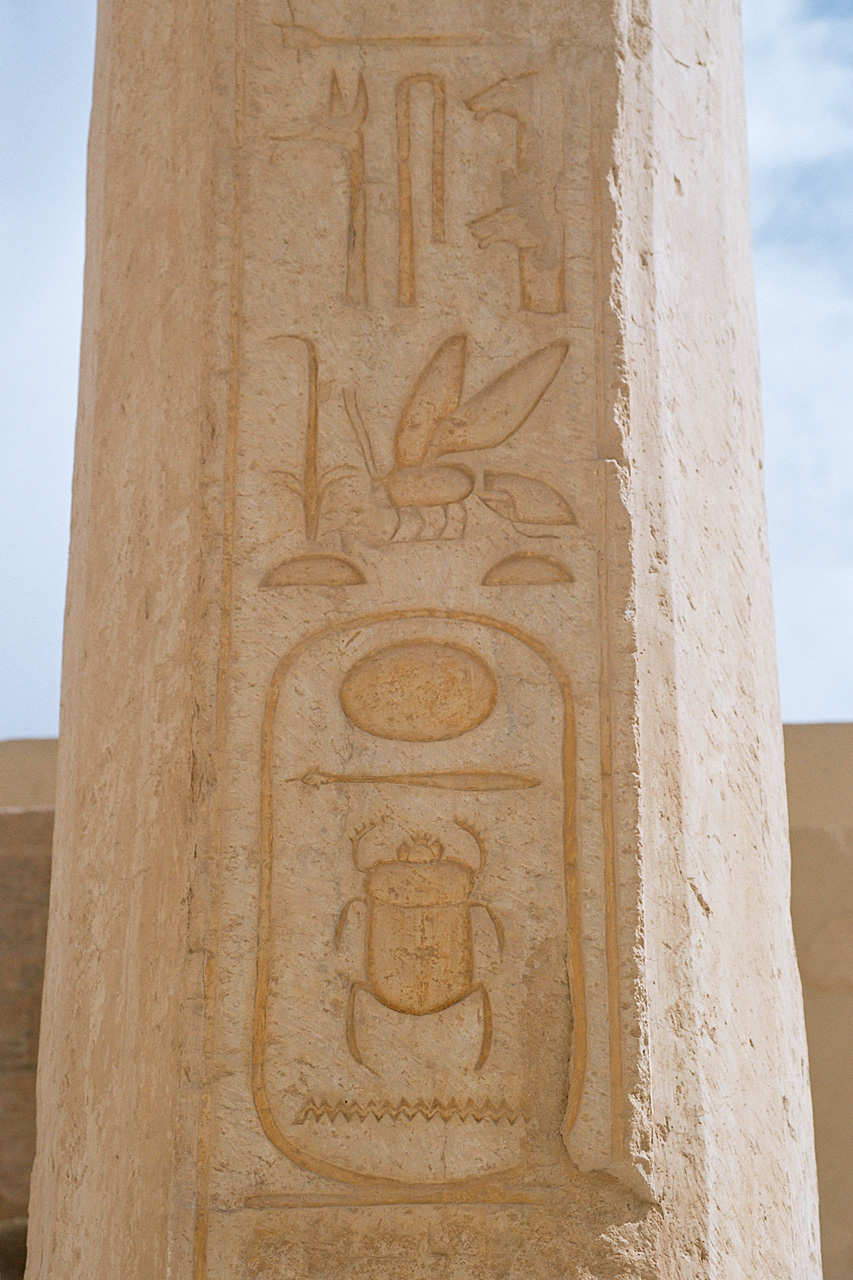
Inscripción junto al templo de Hatshepsut con su nombre Aajeperenra en un cartucho.

El nombre de Tutmosis II figura inscrito en los siguientes lugares:
Restos de edificios
- Bloques pétreos encontrados en Elefantina (Junge 1987:24)
- Bloque pétreo del templo de Coptos (Museo Petrie, UC14328)
- Jambas de una edificación de Tutmosis I, en Karnak (Jacquet-Gordon 1999:281 - 283)

Estatuas, estelas e inscripciones
- Estatua encontrada en Karnak[15]
- Estela, tal vez procedente de Heliópolis[16]
- Inscripción mencionando una campaña contra Nubia[17]
- Inscripción en una roca cerca de Sehel[18]
- Inscripción en una pilastra en el templo de Hatshepsut en Deir el-Bahari.

El rey es mencionado en las biografías de varios personajes:
- En la de biografía Ahmose Paennejeb, en El Kab[19]
- En la de Ineni, en Tebas[20]
- En la de Neb-Amón, en Tebas[21]

## Titulatura
| Titulatura | Jeroglífico | Transliteración (transcripción) - traducción - (referencias) |

| G5 |

| G5 |

| E2 · D40 | wsr | s | F9 · F9 |

| E2 · D40 | wsr | s | F9 · F9 |

| E2 · D40 | wsr | s | F9 · F9 |

| E2 · D40 | wsr | s | F9 · F9 |

| G5 |

| G5 |

| E2 · D40 | wsr | s | F9 · F9 |

| E2 · D40 | wsr | s | F9 · F9 |

| E2 · D40 | wsr | s | F9 · F9 |

| E2 · D40 | wsr | s | F9 · F9 |

| G16 |

| G16 |

| R8 | M23 | i | i | t · Y1 |

| R8 | M23 | i | i | t · Y1 |

| G16 |

| G16 |

| R8 | M23 | i | i | t · Y1 |

| R8 | M23 | i | i | t · Y1 |

| G8 |

| G8 |

| S42 | L1 | G43 | Y1 · Z2 |

| S42 | L1 | G43 | Y1 · Z2 |

| G8 |

| G8 |

| S42 | L1 | G43 | Y1 · Z2 |

| S42 | L1 | G43 | Y1 · Z2 |

| N5 · O29 | L1 | n |

| N5 · O29 | L1 | n |

| N5 · O29 | L1 | n |

| N5 · O29 | L1 | n |

| N5 · O29 | L1 | n |

| N5 · O29 | L1 | n |

| N5 · O29 | L1 | n |

| N5 · O29 | L1 | n |

| N5 · O29 | L1 | n |

| N5 · O29 | L1 | n |

| N5 · O29 | L1 | n |

| N5 · O29 | L1 | n |

| N5 · O29 | L1 | n |

| N5 · O29 | L1 | n |

| N5 · O29 | L1 | n |

| N5 · O29 | L1 | n |

| G26 | F31 | s |

| G26 | F31 | s |

| G26 | F31 | s |

| G26 | F31 | s |

| G26 | F31 | s |

| G26 | F31 | s |

| G26 | F31 | s |

| G26 | F31 | s |

| G26 | F31 | s |

| G26 | F31 | s |

| G26 | F31 | s |

| G26 | F31 | s |

| G26 | F31 | s |

| G26 | F31 | s |

| G26 | F31 | s |

| G26 | F31 | s |